# Saison 2017-2018 du Stade gabésien
 (juillet 2025).
Motif : Absence de source secondaire centrée
- Archive Wikiwix
- Bing
- Cairn
- DuckDuckGo
- E. Universalis
- Gallica
- Google
- G. Books
- G. News
- G. Scholar
- Persée
- Qwant
- (zh) Baidu
- (ru) Yandex
- (wd) trouver des œuvres sur Wikidata

| 1. | Préciser le motif de la pose du bandeau. | Précisez le motif de la pose du bandeau en utilisant la syntaxe suivante : {{admissibilité à vérifier\|date=juillet 2025\|motif=remplacez ce texte par le motif}}                                       |
| 2. | Informer les utilisateurs concernés.     | Pensez à avertir le créateur de l'article, par exemple, en insérant le code ci-dessous sur sa page de discussion : {{subst:avertissement admissibilité à vérifier\|Saison 2017-2018 du Stade gabésien}} |

 (novembre 2023).
Si vous disposez d'ouvrages ou d'articles de référence ou si vous connaissez des sites web de qualité traitant du thème abordé ici, merci de compléter l'article en donnant les références utiles à sa vérifiabilité et en les liant à la section « Notes et références ».
Maillots
Chronologie
Saison précédente Saison suivante
La saison 2017-2018 du Stade gabésien est la 17e saison du club dans l'élite et la 7e consécutive. Le club participe également pour la 61e fois à la coupe de Tunisie.
Les entraîneurs de cette saison sont Gérard Buscher du 11 juillet au 3 octobre 2017, puis Maher Kanzari du 3 octobre au 18 décembre 2017, puis Mbarek Zattal du 18 au 31 décembre 2017, puis un duo Walid Chattaoui-Khaled Ben Yahia du 1er janvier au 7 février 2018, puis un duo Walid Chattaoui-Mohamed Kouki jusqu'à la fin de la saison.

## Transferts
| Arrivées            |               |           |                        |       |                 |    |
| Mohamed Amine Nefzi | Tunisie       | Défenseur | Prêt                   | 1 an  | ES Tunis        | L1 |
| Marouène Tej        | Tunisie       | Défenseur | Transfert libre        | 1 an  | CA Bizerte      | L1 |
| Ahmed Mida          | Tunisie       | Milieu    | Transfert libre        | 2 ans | US Ben Guerdane | L1 |
| Khaled Melliti      | Tunisie       | Milieu    | Transfert libre        | 2 ans | AS Gabès        | L1 |
| Mondher Gasmi       | Tunisie       | Milieu    | Prêt                   | 1 an  | ES Tunis        | L1 |
| Moses Orkuma        | Nigeria       | Milieu    | Transfert libre        | 2 ans | Al-Ahli Tripoli | L1 |
| Iriel Konan         | Côte d'Ivoire | Milieu    | Transfert libre        | 3 ans | -               | -  |
| Khaled Gharsellaoui | Tunisie       | Attaquant | Transfert libre        | 1 an  | ES Tunis        | L1 |
| Issaka Abudu Diarra | Ghana         | Attaquant | Transfert libre        | 2 ans | CS Hammam Lif   | L1 |
| Michailou Dramé     | Burkina Faso  | Attaquant | Transfert libre        | 1 an  | Stade gabésien  | L1 |
| Départs             |               |           |                        |       |                 |    |
| Mohamed Ali Ragoubi | Tunisie       | Défenseur | Fin du contrat de prêt | 4 ans | CS Sfax         | L1 |
| Aymen Kthiri        | Tunisie       | Milieu    | Fin de contrat         | 2 ans | Stade tunisien  | L1 |
| Youssef Fouzai      | Tunisie       | Milieu    | Rupture de contrat     | 2 ans | Stade tunisien  | L1 |
| Alioune Cissé       | Sénégal       | Milieu    | Fin de contrat         | 3 ans | CA Bizerte      | L1 |
| Hamza Hadda         | Tunisie       | Milieu    | Fin de contrat         | 2 ans | US Monastir     | L1 |
| Ahmed Hosni         | Tunisie       | Attaquant | Rupture de contrat     | 2 ans | Stade tunisien  | L1 |
| Hichem Essifi       | Tunisie       | Attaquant | Fin du contrat         | 2 ans | US Monastir     | L1 |

| Arrivées               |          |           |                    |              |                             |    |
| Sami Hlel              | Tunisie  | Gardien   | Contrat libre      | -            |                             | -  |
| Khalil Beldi           | Tunisie  | Défense   | Prêt               | 6 mois       | CS Sfax                     | L1 |
| Mohamed Amine Hamrouni | Tunisie  | Défense   | Prêt               | 6 mois       | ES Tunis                    | L1 |
| Kaina Oumarou          | Cameroun | Milieu    | Prêt               | 6 mois       | CS Sfax                     | L1 |
| Komlan Hubert Donou    | Togo     | Attaquant | Prêt               | 6 mois       | CS Sfax                     | L1 |
| Départs                |          |           |                    |              |                             |    |
| Marouène Tej           | Tunisie  | Défenseur | Rupture de contrat | -            | -                           | -  |
| Hachem Abbès           | Tunisie  | Défenseur | Rupture du contrat | 1 an et demi | Étoile sportive de Métlaoui | L1 |
| Mohamed Ali Berrouba   | Tunisie  | Milieu    | Rupture du contrat | -            | -                           | -  |
| Mohamed Ben Aziza      | Tunisie  | Milieu    | Rupture du contrat | -            | -                           | -  |
| Malek Ben Karda        | Tunisie  | Milieu    | Rupture du contrat | -            | -                           | -  |

## Championnat de Tunisie
Le barème de points servant à établir le classement se décompose ainsi :
- Victoire : 3 points
- Match nul : 1 point
- Défaite : 0 point

| Rang | Équipe                           | Pts | J  | G  | N | P  | Bp | Bc | Diff |
| ---- | -------------------------------- | --- | -- | -- | - | -- | -- | -- | ---- |
| 1    | Espérance sportive de Tunis (T)  | 37  | 15 | 11 | 4 | 0  | 29 | 10 | +19  |
| 2    | Club sportif sfaxien             | 31  | 15 | 9  | 4 | 2  | 24 | 10 | +14  |
| 3    | Étoile sportive du Sahel (VC)    | 29  | 15 | 9  | 2 | 4  | 20 | 10 | +10  |
| 4    | Union sportive monastirienne (P) | 26  | 15 | 7  | 5 | 3  | 18 | 11 | +7   |
| 5    | Club africain (C)                | 24  | 15 | 7  | 3 | 5  | 16 | 13 | +3   |
| 6    | Club athlétique bizertin         | 22  | 15 | 7  | 1 | 7  | 26 | 22 | +4   |
| 7    | Stade tunisien (P)               | 20  | 15 | 5  | 5 | 5  | 19 | 22 | -3   |
| 8    | Avenir sportif de Gabès          | 19  | 15 | 5  | 4 | 6  | 16 | 17 | -1   |
| 9    | Étoile sportive de Métlaoui      | 19  | 15 | 5  | 4 | 6  | 17 | 20 | -3   |
| 10   | Stade gabésien                   | 17  | 15 | 4  | 5 | 6  | 10 | 15 | -5   |
| 11   | Jeunesse sportive kairouanaise   | 17  | 15 | 5  | 2 | 8  | 10 | 17 | -7   |
| 12   | Club olympique de Médenine (P)   | 13  | 15 | 4  | 1 | 10 | 9  | 21 | -12  |
| 13   | Espérance sportive de Zarzis     | 9   | 15 | 1  | 6 | 8  | 3  | 16 | -13  |
| 14   | Union sportive de Ben Guerdane   | 8   | 15 | 2  | 2 | 11 | 10 | 23 | -13  |

|  | Qualification pour la LC 2018                                                                  |
|  | Qualification pour la CC 2018                                                                  |
|  | Relégation directe en Ligue Professionnelle 2                                                  |
|  | (T) Tenant du titre (VC) Vice-champion (C) Vainqueur de la coupe (P) Club promu de 2e division |

### Évolution des points durant la saison
Ce graphique représente l'évolution des points durant la saison.

### Classement par journée
Ce graphique représente le classement de l'équipe par journée.

## Meilleurs buteurs
| Rang | Nom                 | Ligue I | Coupe de Tunisie | Total |
| ---- | ------------------- | ------- | ---------------- | ----- |
| 1    | Issaka Abudu Diarra | 4       | 0                | 4     |
| 2    | Khaled Melliti      | 2       | 0                | 2     |
| 2    | Khaldoun Mansour    | 2       | 0                | 2     |
| 3    | Aymen Mahmoud       | 1       | 0                | 1     |